# Blaine (Maine)
Blaine es un pueblo ubicado en el condado de Aroostook en el estado estadounidense de Maine. En el Censo de 2010 tenía una población de 726 habitantes y una densidad poblacional de 15,03 personas por km².

## Geografía
Blaine se encuentra ubicado en las coordenadas 46°29′15″N 67°50′50″O / 46.48750, -67.84722. Según la Oficina del Censo de los Estados Unidos, Blaine tiene una superficie total de 48.31 km², de la cual 48.17 km² corresponden a tierra firme y (0.29%) 0.14 km² es agua.

## Demografía
Según el censo de 2010, había 726 personas residiendo en Blaine. La densidad de población era de 15,03 hab./km². De los 726 habitantes, Blaine estaba compuesto por el 96.69% blancos, el 0% eran afroamericanos, el 1.52% eran amerindios, el 0.83% eran asiáticos, el 0% eran isleños del Pacífico, el 0% eran de otras razas y el 0.96% pertenecían a dos o más razas. Del total de la población el 0.41% eran hispanos o latinos de cualquier raza.